# Adobe Audition
Adobe Audition là một phần mềm (thương mại) xử lý âm thanh chuyên nghiệp, hỗ trợ ghi âm, sửa đổi các tệp âm thanh (chèn thêm, cắt bỏ đoạn âm thanh, thêm bớt hiệu ứng...) và lưu thành nhiều định dạng phổ biến.
Ban đầu, chương trình có tên là Cool Edit Pro của công ty phần mềm Syntrillium. Từ tháng 5 năm 2003, Cool Edit Pro được công ty Adobe mua bản quyền, đổi tên thành "Adobe Audition" và được phát triển tiếp bởi Adobe.

## Các phiên bản

### Adobe Audition 1.5
Phiên bản này yêu cầu:
- Hệ điều hành: Microsoft Windows 2000 hoặc Windows XP Professional hoặc Home Edition
- Bộ vi xử lý 400 MHz (tốt nhất với 2 GHz trở lên)
- 64MB RAM (tốt nhất với 512MB trở lên)
- 75MB trống trong ổ cứng (tốt nhất với 700MB hoặc nhiều hơn)
- Độ phân giải màn hình 800x600 pixels (tốt nhất với 1024x768)
- Card âm thanh stereo (tốt nhất với card âm thanh hỗ trợ multitrack)
- Nên có ổ đọc CD-ROM
- Nên có ổ CD-RW để ghi CD sản phẩm
- Microsoft DirectX 9.0
- Tai nghe hoặc loa
- Microphone (không bắt buộc)

### Adobe Audition 2.0
Phiên bản này yêu cầu:
- Bộ vi xử lý Intel Pentium III hoặc IV hoặc Intel Centrino
- Microsoft Windows XP Professional hoặc Home Edition with Service Pack 2
- 512MB RAM (tốt nhất với 1GB trở lên)
- 700MB trống trong ổ cứng (tốt nhất với 5.5GB trở lên)
- Độ phân giải màn hình 1024x768 (tốt nhất với 1280x1024)
- Card âm thanh với DirectSound hoặc ASIO 789 (tốt nhất với card âm thanh ASIO hỗ trợ multitrack)
- Ổ đĩa CD-ROM (hoặc DVD-ROM)
- Ổ đĩa CD-RW để ghi CD sản phẩm
- Tai nghe, iphone x, samsung s10 hoặc loa
- Đường điện thoại hoặc Internet để kích hoạt sản phẩm.